# Saxifraga pseudohirculus
Saxifraga pseudohirculus là một loài thực vật có hoa trong họ Saxifragaceae. Loài này được Engl. miêu tả khoa học đầu tiên năm 1913.